# Leptasthenura
Leptasthenura là một chi chim trong họ Furnariidae.